# دالی هاس
دالی هاس (انگلیسی: Dolly Haas؛ ۲۹ آوریل ۱۹۱۰ – ۱۶ سپتامبر ۱۹۹۴) بازیگر و خواننده دوروتی کلارا لوئیس هاس (29 آوریل 1910 - 16 سپتامبر 1994) یک بازیگر و خواننده آلمانی و آمریکایی بود که در فیلمهای آلمانی و آمریکایی بازی کرد و اغلب در نمایشهای Broadway حضور داشت. همسر او آل هیرشفلد کاریکاتوریست بود. هاس در هامبورگ آلمان، از پدرش، چارلز اسوالد هاس یک کتابفروش بریتانیایی، و مادرش، مارگاریتا ماریا (نه هانسن) متولد شد. وی قبل از رفتن به ایالات متحده آمریکا به عنوان بازیگر در فیلم های سینمایی در آلمان به ایفای نقش می پرداخت. هاوس نیمه آلمانی بود، اما در انگلستان و با تبیعت شهروندی بریتانیا بزرگ شد. دالی و خواهرش، مارگاریتا در مدرسه دخترانه معتبر جاکوب لوئنبرگ لیزیوم در هامبورگ آلمان به تحصیل پرداختند. نخستین ازدواج او با جان برهم، یک کارگردان آلمانی الاصل بود، که زمانی خاص، این زوج به عنوان کارگردان برای کارهای گروهی مانند تئاتر دویچه و تئاتر لسینگ در برلین به فعالیت می پرداختند. هاس، برای دومین بار با یک شهروند آمریکایی طبقاتی، به نام آل هیرشفلد، خبرنگار یهودی روزنامهٔ نیویورک تایمز در سال 1943 ازدواج کرد و فرزند دختر آن ها به نام نینا نیز در سال 1945 دیده به جهان گشود.